# مقاطعة لونوك (أركنساس)
مقاطعة لونوك (بالإنجليزية: Lonoke County)‏ هي إحدى مقاطعات ولاية أركنساس في الولايات المتحدة. حسب تعداد عام 2010، بلغ عدد السكان 68,356، ما جعل ترتيبها الحادي عشر من حيث عدد السكان بين محافظات ولاية اركنسو الخمسة والسبعين. 